# Rébellion des sept États
La rébellion des sept États ou révolte de sept rois (chinois simplifié : 七国之乱 ; chinois traditionnel : 七國之亂 ; pinyin : qīguó zhī luàn) a lieu en 154 av. J.-C. en Chine. Elle vise la dynastie Han et implique sept rois semi-autonomes, qui se révoltent à la suite d'une tentative de centralisation supplémentaire du gouvernement par l'empereur.

## Prélude
Le fondateur de la dynastie Han, l'empereur Han Gaozu n'a pas mis en place un pouvoir centralisé. Au contraire, il a créé une dizaine de royaumes semi-autonomes, recouvrant à peu près la moitié est de l'empire, à la tête desquels il place ses enfants qui deviennent alors des puissants rois ou Wang (王). En agissant ainsi, Gaozu tente de consolider le pouvoir du clan Liu en plaçant les membres de sa famille à la tête des territoires qui ne sont pas contrôlés directement depuis la capitale via le système des commanderies (郡县 / 郡縣, jùnxiàn).
Quand Han Wendi devient empereur à son tour, ces rois, qui sont ses demi-frères ou neveux, ne le respectent guère et commencent à témoigner leur volonté d'indépendance. Au cours du temps, les pouvoirs de ces rois n'arrêtent pas de croître. Certains cherchent à agrandir leur territoire, d'autres s'enrichissent grâce à des monopoles sur des produits tels que le sel ou les métaux. Ils sont souvent plus riches que l'empereur et le roi de Wu est le plus puissant d'entre eux.

## Élément déclencheur

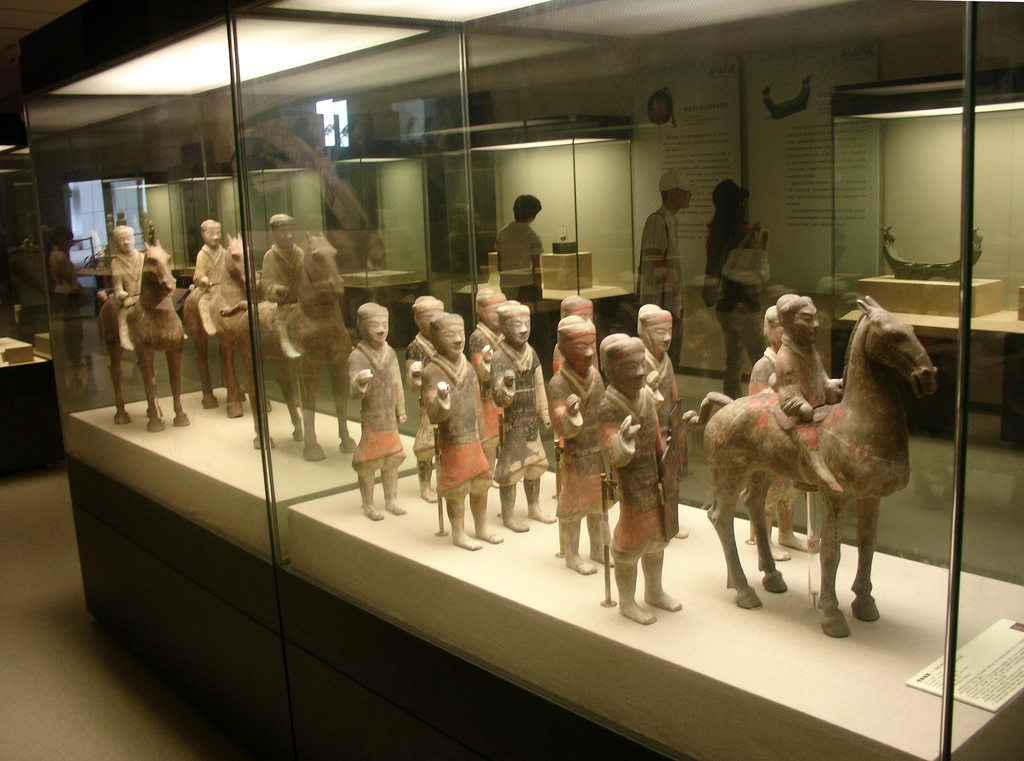
Statues en céramique peinte datant de la période des Han occidentaux, représentant des cavaliers (arrière-plan) et des fantassins (premier plan). En 1990, lorsque la tombe de l'empereur Han Jingdi (r. 157 – 141 av. J.C.) et de sa femme l'impératrice Wang Zhi (??? - 126 av. J.C.) est découverte au nord de Yangling et fouillée, on découvre à peu près 40,000 statues de ce genre. Elles sont toutes à l'échelle 1/3, contrairement aux 8000 statues à l'échelle 1 de l'armée de terre cuite du Premier Empereur. De plus petites statues, mesurant environ 60 cm, ont été trouvées dans diverses tombes royales des Han, où elles devaient protéger et servir les défunts dans l'Autre Monde.

C'est à ce moment-là que se produisit un incident fâcheux : le fils de Wendi, alors jeune prince héritier, tue par accident Liu Xian (劉賢), le fils du roi de Wu, Liu Pi (吴王刘濞 / 吳王劉濞, wú wáng liú pì), à la suite d'une dispute lors d'une partie de liubo. Le roi de Wu, très en colère, refuse le corps qu'on lui ramène et arrête de présenter ses respects à l'empereur. Ce dernier se sentant redevable, il ne le punit point.
La situation change en 156 av. J.-C., lorsque le prince héritier monte sur le trône et devient l'empereur Jingdi. Chao Cuo, un des ministres de Jingdi, suggère d’utiliser comme excuses les infractions que les rois ont commises et qui ont été globalement ignorées par feu l’empereur Wendi, pour réduire la taille des royaumes et ainsi les rendre moins menaçants. Chao prévoit explicitement la possibilité que le Wu et les autres royaumes peuvent se rebeller, mais il justifie cette action en affirmant que s'ils doivent se révolter, il est préférable que leur révolte ait lieu le plus tôt possible, afin de ne pas leur laisser le temps de mieux se préparer.
L'empereur Jingdi approuve le plan de Cuo et, en 154 av J.C, il prononce les peines suivantes à l'encontre des royaumes :
- Il enlève la Commanderie de Donghai au royaume de Chu[5], car Liu Wu, le Roi de Chu, a eu des relations sexuelles au cours de la période de deuil qui a suivi la mort de l’impératrice douairière Bo.
- Il enlève la Commanderie de Changshan au royaume de Zhao[6], à la suite d'une infraction non spécifiée.
- Il enlève six Xians au royaume de Jiaoxi[7], car Liu Ang, le roi de Jiaoxi, détourne des fonds provenant de la vente de titres destinés à payer les coûts des patrouilles frontalières.
- Il enlève les commanderies de Huiji et Yuzhang au royaume de Wu, à la suite des divers délits de Liu Pi, le roi de Wu.

## Le début de la rébellion

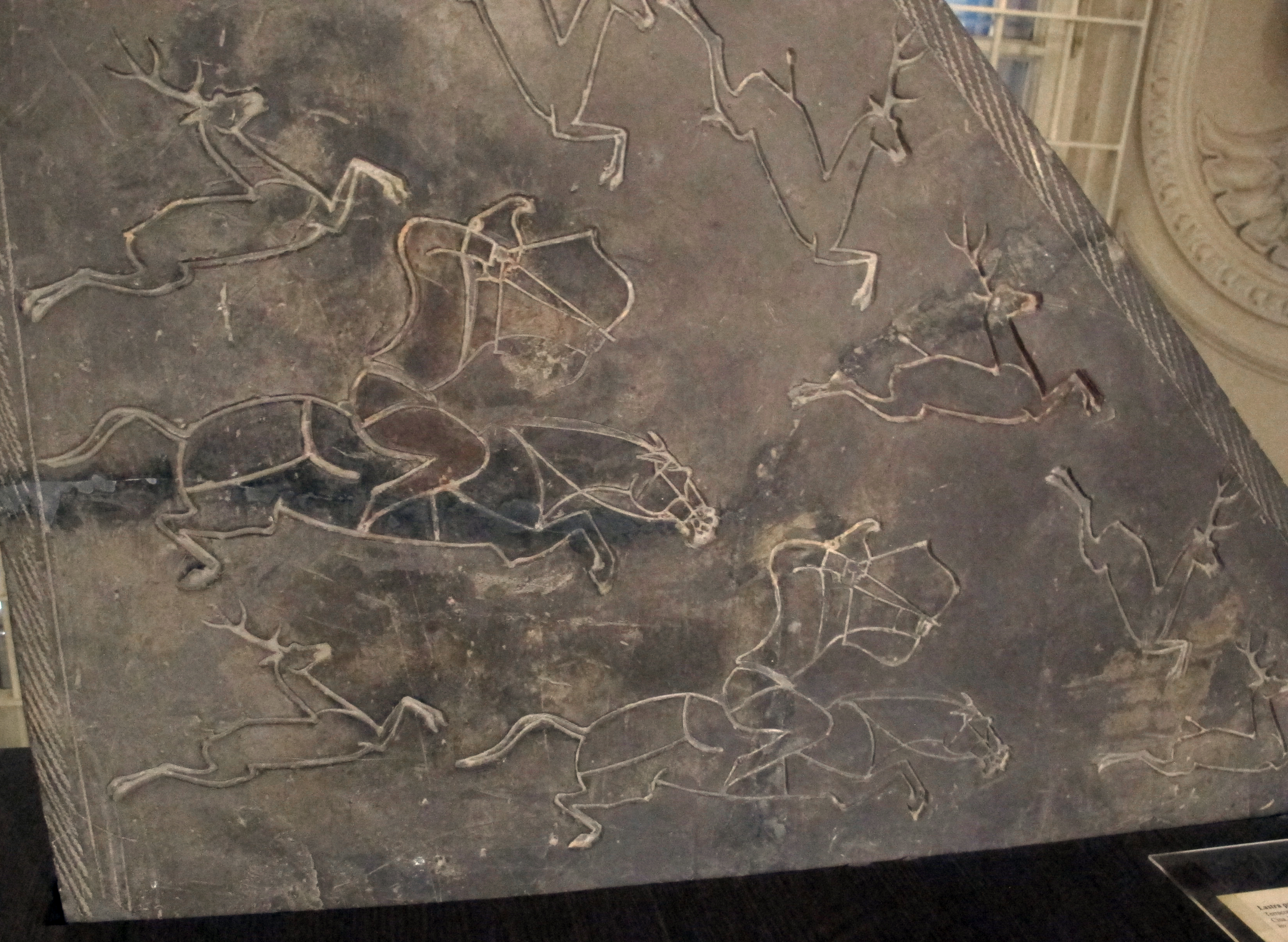
Fragment de mur d’une tombe chinoise, avec un décor gravé en relief, montrant une scène de chasse avec des archers. Dynastie Han (202 av. J.-C. - 220 après J.C.) Musée National d’Art Oriental, Rome

La réponse à l'édit de l'empereur ne se fait pas attendre et Liu Pi organise rapidement une rébellion. Les sept rois véritablement impliqués dans cette révolte sont :
- Liu Pi (劉濞), Roi de Wu.
- Liu Wu (劉戊), Roi de Chu
- Liu Ang (劉卬), Roi de Jiaoxi.
- Liu Xiongqu (劉雄渠), Roi de Jiaodong[8].
- Liu Xian (劉賢), Roi de Zichuan[9].
- Liu Piguang (劉辟光), Roi de Jinan[10].
- Liu Sui (劉遂), Roi de Zhao.

Les rois de Qi et de Jibei commencent par vouloir rejoindre les rebelles, mais ne le font pas. Liu Jianglü (劉將閭), le roi de Qi, change d'avis à la dernière minute et choisit de se battre dans le camp de l'empereur. Quant à Liu Zhi (劉志), le roi de Jibei, il est mis en résidence surveillée par le commandant de sa garde personnelle, ce qui l’empêche de rejoindre la révolte.
Trois autres rois sont contactés par les rebelles mais refusent directement de se joindre à eux :
- Liu An (劉安), le roi de Huainan[13]
- Liu Ci (劉賜), le roi de Lujiang[14]
- Liu Bo (劉勃), le roi de Hengshan[13]

Les sept rois demandent également de l'aide aux royaumes indépendants de Donghai et Minyue, qui se situent au sud de l'empire Han, et aux puissants Xiongnu, dont l'empire s'étend au nord. Si Donghai et Minyue envoient effectivement des troupes pour participer aux combats, les Xiongnu commencent par accepter, puis s'abstiennent.
Le mot d'ordre des rebelles est : "Mort à Chao Cuo, purifier l'entourage de l'empereur". Ils disent que Chao Cuo veut détruire les royaumes et réclament son exécution.

## Début des campagnes et stratégies des rebelles
| |  |  |
| Statues en céramique représentant un char tiré par des chevaux, provenant de la tombe de l’épouse de Liu Xu (劉胥), le Roi Li de Guangling (廣陵厲王), fils de l'empereur Han Wudi, qui s’est suicidé en 53 av. J.-C. |  |  |

Les quatre royaumes situés à proximité de celui de Qi cherchent à le conquérir et le diviser entre eux. Les troupes du royaume de Zhao marchent vers l'ouest, mais s’arrêtent à la frontière, où elles attendent les armées du Wu et du Chu, qui sont considérés comme étant les deux principaux protagonistes de la rébellion.
Liu Pi, le roi de Wu, doit trancher entre les différentes stratégies qu'on lui propose :
- Tian Lubo (田祿伯) propose de diviser les troupes entre deux armées principales. La première, dirigée par Liu Pi lui-même, attaque le royaume de Liang[17] et la seconde, commandée par Tian marche vers l'ouest en utilisant les rivières Yangzi Jiang et Han pour lancer une attaque surprise directement sur Chang'an, la capitale.
- Gen Huan (桓) propose d’ignorer toutes les villes situées sur le chemin et d'attaquer directement la grande ville de Luoyang pour s'emparer des importants stocks d'armes et de nourriture qui s'y trouvent.
- Un dernier plan, probablement suggéré par Liu Ju (劉駒), le prince héritier du Wu, consiste à concentrer des forces pour attaquer le roi de Liang et le détruire en premier.

Liu Pi valide le dernier plan, car il pense que s'il donne à Tian le commandement d'une grande armée il peut se rebeller et il trouve le plan de Gen Huan trop dangereux. Les troupes du Wu et du Chu se concentrent contre Liang, dont le roi n'est autre que Liu Wu, le frère cadet de l’empereur Jingdi. Les premières batailles débouchent sur des défaites catastrophiques pour le roi de Liang, qui est obligé de se réfugier dans sa capitale de Suiyang. Très vite, les armées du Wu et du Chu assiègent la ville.

## Réaction de l'empereur Jingdi
Conformément aux instructions laissées par son père, l'empereur Jingdi nomme Yafu Zhou commandant en chef des forces armées pour faire face aux armées des rebelles. Il donne l'ordre à Li Ji (酈寄), le marquis de Quzhou, d’attaquer le royaume de Zhao et Gen Huan. Dans le même temps, Luan Bu (欒布) tente de mettre fin au siège de Qi. Dou Ying (竇嬰) prend le commandement des troupes de Li et de Luan, qu'il coordonne depuis son quartier général établi à Yingyang (滎陽).
Cependant, l'empereur Jingdi se met rapidement à paniquer à l’idée de perdre la guerre. Yuan Ang, un des ennemis de Chao Cuo, en profite pour suggérer à l'empereur d'exécuter Cuo pour apaiser les sept rois. Dans sa panique, l'empereur se range à l'avis d'Ang et fait exécuter son ministre, ainsi que la famille proche de ce dernier. Le seul à échapper à l'exécution est le père de Chao Cuo, qui avait deviné que la situation allait mal tourner pour son fils et avait préféré se suicider quelques mois plus tôt. Après l'exécution, l'empereur Jingdi envoie Yuan Ang et Liu Tong (劉通), qui est à la fois le neveu de Liu Pi et le Ministre du Clan impérial (Zongzheng 宗正), pour essayer de persuader le roi de Wu de mettre fin à la rébellion. Ce que Jingdi ignore encore, c'est que les revendications de Liu Pi concernant l’exécution de Chao Cuo n'étaient qu'un simple élément de propagande et non la cause réelle de la rébellion. Ainsi, lorsque Ang et Tong arrivent, il ne cherche en aucune manière à mettre fin à la rébellion et les fait jeter en prison, après leur avoir révélé que son véritable objectif est de devenir l'"Empereur de l'Est". Ce faisant, Liu Pi est trop confiant, car Yuan réussit à s’échapper peu après et explique les véritables intentions du roi de Wu à l'empereur. Dès lors, il n'est plus question de négocier, mais d'abattre les rebelles à tout prix.

## Front principal
Pendant ce temps, les troupes du Wu et du Chu continuent d'assiéger et d’attaquer férocement Suiyang. Pour en finir avec cette rébellion, Yafu Zhou propose à l’empereur Jingdi d'éviter une attaque frontale contre les assiégeants, qui bénéficient d'une supériorité numérique incontestable. De plus, l'armée du Chu est connue pour la férocité au combat de ses soldats et son excellente mobilité. Au contraire, Zhou suggère de laisser le royaume de Liang continuer à subir le gros de l’attaque ennemie et de le contourner pour couper les voies d'approvisionnement du Wu et du Chu, afin d’affamer les forces rebelles. L'empereur accepte et Zhou quitte Chang'an, la capitale, pour rejoindre le gros des troupes, qui sont en train de se rassembler à Yingyang. Lorsque le Wu et le Chu apprennent que Zhou quitte la capitale, ils envoient des assassins qui se positionnent sur la route entre Chang'an et Yingyang pour tenter de tuer le ministre. Mais ce dernier est averti du danger par un soldat nommé Zhao She (趙涉) et il fait un détour qui lui permet d'éviter les assassins.
Après avoir pris le commandement de ses soldats, Zhou se dirige vers Changyi (昌邑) pour se préparer à couper les voies d’approvisionnement du Wu et du Chu. Au même moment, le royaume de Liang semble être en grand danger et Liu Wu envoie messager sur messager pour solliciter l’assistance immédiate de Zhou. Ce dernier ignore tous les messages, jusqu'à ce que l'empereur Jingdi, inquiet pour son frère, ordonne personnellement à Zhou de marcher immédiatement sur Liang pour sauver le royaume. Zhou refuse et envoie à la place un détachement de cavalerie couper les lignes d’approvisionnement du Wu et du Chu. Cette stratégie se révèle efficace car les rebelles, incapables de s'emparer rapidement de la capitale du Liang, lèvent le siège et se dirigent vers le nord-est pour attaquer Zhou. Ce dernier refuse de s’engager dans un combat frontal avec les armées du Wu et du Chu et préfère se concentrer sur la défense de son camp. Confrontées à un nouveau siège qui finit d'user leurs forces et les oblige à utiliser leurs dernières provisions, les troupes des rebelles commencent à souffrir de faim et finissent par se débander. Liu Pi s’enfuit auprès du roi de Donghai, qui le tue et fait la paix avec l'empereur. De son côté, Liu Wu, le roi du Chu, se suicide.

## Fronts secondaires
En plus du siège de Suiyang, le Wu engage également des troupes sur un front secondaire. Zhou Qiu (周丘), un des vassaux (binke 賓客) de Liu Pi, propose un plan audacieux à son maître. Ce dernier approuve ce plan et autorise Qiu à l'appliquer. Il rentre dans sa ville natale de Xiapei (下邳) et, sous le prétexte d’être un messager impérial, il rencontre et tue le magistrat du Xian et prend la tête de la milice locale. Il persuade alors les gens du Xian de rejoindre la rébellion et part vers le nord avec sa nouvelle armée, où il remporte des victoires contre les troupes du royaume de Chengyang. Toutefois, après avoir entendu que Liu Pi avait été vaincu, Zhou Qiu est tellement travaillé par l’anxiété qu’il meurt.
Pendant ce temps, quatre des royaumes rebelles assiègent Linzi, la capitale du royaume de Qi(臨淄). Liu Jianglü, le roi de Qi, envisage un instant de se rendre, mais sa détermination à résister est renforcée quand son messager Lu (路), qui a été capturé par les quatre rois, se présente devant les murs de la ville. Les quatre rois avaient ordonné à Lu de persuader le roi Jianglü de se rendre, en le menaçant de représailles ; mais à la place ce dernier le conjure de résister jusqu'au bout. Finalement, Luan Bu et Cao Qi (曹奇), le marquis de Pingyang, arrivent et battent les troupes des quatre royaumes, mais découvrent en même temps que le royaume de Qi avait initialement fait partie de la conspiration avant de se rétracter. Incapable de se justifier, le roi Jianglü se suicide, mais l’empereur Jingdi a pitié de lui et autorise son fils Liu Shou (劉壽) à hériter du royaume de Qi.
Les rois des quatre royaumes ont moins de chance. Han Tuidang (韓頹當), le marquis de Gonggao, écrit une lettre à Liu Ang, le roi d'AJiaoxi, en menaçant de destruction totale, s'il ne se rend pas. Ang obtempère et est autorisé à se suicider. Les trois autres rois, par contre, sont capturés et exécutés. Finalement, les quatre royaumes sont saisis par le gouvernement central et transformés en commanderies.
Finalement, le seul royaume révolté encore debout est celui de Zhao. Au début, Li Ji n'arrive pas à s'emparer de Handan, la capitale du Zhao, qu'il assiège en vain. Si l'échec des troupes des Han donne quelques espoirs au roi du Zhao, ceux-ci disparaissent lorsque les Xiongnu, des guerriers nomades ennemis des Han, réalisent que la révolte est un échec et que le Zhao est sur le point d’être vaincu. Ils reviennent alors sur leur promesse initiale et refusent de se joindre à la bataille. La situation se débloque lorsque Luan Bu arrive de Qi et joint ses forces à celles de Li pour attaquer Handan. Ils réussissent à prendre la ville en l'inondant après avoir détruit une digue. Vaincu Liu Sui, le roi de Zhao, se suicide.
Liu Zhi, le roi de Jibei, qui souhaitait au départ rejoindre la rébellion, ne partage pas leur sort. Son conseiller Gongsun Huo (公孫獲) réussit à convaincre Liu Wu, le roi de Liang, que Zhi a seulement fait semblant de rejoindre la rébellion et a en fait contribué à la défaite des rebelles. Avec l’appui de Liu Wu, Zhi est épargné et devient roi de Zaichuan.
Finalement, la rébellion qui semblait si dangereuse n'a duré que trois mois avant d’être vaincue.

## Conséquences
Lorsqu'il crée ces royaumes, l'empereur Gaozu donne à leurs rois des pouvoirs militaires étendus, afin qu'ils protègent la dynastie et l'empire des menaces extérieures. Si les intentions de départ sont bonnes, au moment où débute le règne de l’empereur Jingdi, ces rois qui refusent de suivre les lois et les décrets du gouvernement impérial ne sont plus qu'une source de problèmes de plus en plus difficile à gérer. Les sept rois impliqués dans ce conflit espéraient, selon toute vraisemblance, que la dynastie Han s'effondrerait au profit d'une confédération de royaumes, telle que la Chine était à la fin de la dynastie Zhou. Si les royaumes continuent d'exister après la rébellion, les pouvoirs des rois sont progressivement réduits, tout comme la taille des royaumes.
Ainsi, en l'an 145 av. J.-C., l’empereur Jingdi publie un édit qui interdit aux rois d'avoir un personnel administratif indépendant et abolit les principaux ministères des royaumes, à l’exception du chancelier, dont les pouvoirs sont réduits et qui est nommé directement par le pouvoir central. Son successeur, l'empereur Han Wudi diminue encore plus leurs pouvoirs en supprimant la tradition de primogéniture voulant que le royaume aille au premier héritier mâle du roi. À partir de cette date, les rois doivent diviser leur royaume entre tous leurs héritiers mâles, seul l'ainé gardant le titre de roi et les puinés devenant de simples marquis.
Par la suite, à cause de la longévité de la dynastie Han, les mentalités chinoises évoluent et l'idée qu’il est normal d’avoir un empire unifié au lieu d'une confédération de royaumes commence à s’installer dans les esprits.